# Fifth Harmony
Fifth Harmony er en amerikansk pigegruppe, der har eksisteret siden 2012. Gruppen består af Ally Brooke, Normani Kordei, Dinah Jane, Lauren Jauregui og tidligere Camila Cabello, indtil hun forlod gruppen i december 2016.